# Holma, Uddevalla kommun
Holma är en småort i Herrestads socken i Uddevalla kommun i Västra Götalands län.